# Пауза (література)
Па́уза або Па́вза (грец. pausis — припинення) — коротка перерва у мовленні, що виконує роль словоподілу, відмежовує одну фразу від іншої.
Особливого значення надається паузі у віршуванні, де поряд із смисловим, логічно-інтонаційним вживається ще й ритмічна, яку називають константною та цезурною. Функціональне навантаження паузи підвищується у тонічному віршуванні, сприяючи посиленню інтонаційної самостійності емоційно напруженого мовлення, зокрема на місці опущеного ненаголошеного складу (паузник).
Подеколи пауза, яка закінчує віршовий рядок, не збігається із смисловою паузою. У такому випадку вживається перенесення, або енжамбеман.

## Функції паузи
Паузи використовуються як засіб смислового та емоційного виділення слова або синтагми. У зв'язку з цим розрізняють паузи логічні і
психологічні. Найбільші паузи в кінці речень, менші — в кінці частин складного речення, а також усередині речення між синтагмами.
Паузи не завжди збігаються з розділовими знаками.
Між підметом і присудком завжди є невелика пауза, а розділові знаки, як правило не ставляться. Немає паузи перед звертаннями, які стоять у кінці речення або в середині синтагми, хоч комами виділяються обов'язково.
Менш виразні паузи бувають звичайно в кінці частин складного (складносурядного чи складнопідрядного) речення, а також усередині речення між синтагмами. У транскрипції така пауза позначається знаком [|].
Іноді від місця паузи залежить його зміст.
Паузи можуть використовуватися як засоби передавання:
а) незакінченої, обірваної мови:
```
Колись тут у вихідний сотні полтавчан побачив би, а тепер...(О.
 
Гончар);
```

б) хвилювання:
```
Що це за життя,- скаржився один з них,- зараз тремти - цих бійся, ті прийдуть - тих бійся...(О.
 
Гончар);
```

в) несподіваного змістового переходу:
```
Ще мить і ... щасти вам! Вже приїхали (Ф.
 
Маківчук).
```

Логічні паузи, з одного боку, служать для того, щоб підкреслити перехід від однієї думки ло іншої, а з другого — виконують одночасно і фізіологічну функцію, даючи мовцеві можливість поповнити повітря в легенях.
Логічна пауза механічно формує такти, цілі фрази і тим самим допомагає з'ясувати їх смисл, психологічна ж дає життя думці, фразі і такту, намагаючись передати їх підтекст.

## Класифікація пауз
Залежно від способу отримання ефекту визначають такі типи пауз: темпоральні (з перервою у звучанні, або нульовою інтенсивністю) і нетемпоральні (паузи без перерви у звучанні). З урахуванням функцій паузи класифікують на асемантичні, або неінтонаційні і семантичні, або інтонаційні.
Асемантичні поділяються на групи:
- конститутивні (обумовлені особливостями мови);
- ситуативні (які залежать від мовленнєвої ситуації);
- індивідуальні, або фізіологічні, пов'язані з психофізіологічними особливостями людини, наприклад, з темпераментом, перебігом нейрофізіологічних процесів та ін.

Семантичні паузи поділяються на інтелектуальні (міжсинтагменні) й емотивні (обумовлені різкими змінами мелодики, темпу чи інтенсивності).